# Dongfeng Yangtse
Yangzijiang Dongfeng Automobile (Wuhan) Co., Ltd., компанія відома під брендом Dongfeng Yangtse, виробляє автобуси, базується у місті Ухань, що у провінції Хубей в Китаї, заснована в 2004 році. 

## Історія
Коріння компанії простежуються до 1929 року, коли було вперше створено офіс Уханьського автобусного управління та ремонтна майстерня. Вже у 1964 році утворилася компанія Wuhan Public Bus Factory, яка виробляє автобуси. У 1999 році була підписана угода з підрозділом Mercedes-Benz в Таїланді для розробки нових моделей автобусів.
У 2004 році компанія була реорганізована і названа Yangzijiang Dongfeng Automobile (Wuhan) Co., Ltd., широко відома як Dongfeng Yangtse Bus.

### Ера Dongfeng Yangtse
23 травня 2016 року Yangzijiang Dongfeng Automobile (Wuhan) Co., Ltd. оголосила про перейменування компанії на Yangtse Motor Group (扬子江汽车集团有限公司).
У вересні 2016 року на заводі було завершено виробництво першого експериментального автобуса на водневих паливних елементах, Taige. Його технологічний прорив полягає у використанні хімічного абсорбенту для перетворення рідкого водню, який поглинає і змішує його, а потім за допомогою каталізатора відновлює і вивільняє, вирішуючи проблему зберігання і транспортування водневої енергії, що є небезпечним або дорогим. Традиційна дилема водню полягає в тому, що його потрібно зберігати при низькій температурі або високому тиску. Низька температура вимагає багато електроенергії. Це абсолютно неекономічно. Хоча він і дешевий, але це також і дорогий продукт, і він має серйозні загрози безпеці, коли його популяризують на ринку для цивільного використання. Проривна технологія належить професору Ченгу Хансону, експерту програми «Тисяча талантів», який є провідним світовим розробником оригінальної проривної «технології зберігання водню при нормальній температурі і нормальному тиску», яка може використовувати існуючу інфраструктуру, таку як заправні станції і нафтотранспортні системи, що значно зменшує проблеми водневої економіки.

## Моделі
- WG6100NHA
- WG6100NH0E
- WG6101NQE
- WG6110CHM4
- WG6110NQC
- WG6110NQE
- WG6111NQC
- WG6111NQE
- WG6120BEVHM
- WG6120CHA
- WG6120NHAE
- WG6120NHM4
- WG6120PHEVAA
- WG6121NQOE
- WG6810NQP
- WG6850NHK
- WG6940NQD

## Тролейбуси
- WG6120BHEVM
- WG6124BHEVM
- WG6120DHA
- WG-D68U